# Krešimir Radovčić
Krešimir Radovčić (Sebenico, 19 aprile 1997) è un cestista croato.

## Palmarès
- Campionato croato: 1

Cibona Zagabria: 2021-22
- Coppa di Croazia: 2

Cibona Zagabria: 2022, 2023